# 시리아 민방위대
시리아 민방위대(아랍어: الدفاع المدني السوري, 영어: Syria Civil Defense)는 시리아의 자율 민방위 조직이다. 약칭은 SCD이며, 하얀색 헬멧을 쓰고 활동한다는 점에서 하얀 헬멧 또는 화이트 헬멧이라고도 알려져있다. 네덜란드의 공인 지정 재단 메이데이 레스큐(Mayday Rescue)가 시리아 민방위대(이하 "SCD"라 지칭)를 지원하고 있다.
시리아 내전지에서의 5년 간의 구조 활동으로 '대안 노벨상'으로 알려진 바른생활상을 받았으며, 2016년 노벨 평화상 후보에도 올랐다.

## 역사
2013년 초, 영국 보병 출신인 제임스 르 메슈리어(James Le Mesurier)가 시리아 아랍 공군의 반군 장악 지역에 대한 무분별한 공습에서 민간인들을 구하기 위해 구조대를 조직했다. 터키의 비정부 기구 단체 AKUT와 ARK가 구조대에게 훈련과 교육을 제공했다.
구조대의 규모는 전국적으로 커져 8곳의 지부(알레포, 이들리브, 라타키아, 하마, 홈스, 리프디마슈크, 디마스쿠스, 다라)와 114개의 지역 민방위대를 두었고 2,850명 이상의 구조대원이 활동했다. 2014년 10월 25일, 자율적으로 생긴 구조조직들은 투표를 거쳐 단일화된 전국적 조직인 "시리아 민방위대"를 공식 출범했다.
2016년 1월 기준, SCD는 파괴된 건물 잔해에서 4만 명 이상을 구조했고, 구조 중 110명의 구조대원이 사망했다고 발표했다.

## 운영
SCD의 목표는 "최단 시간 내 최대 인명 구조와 부상자 및 재산물 피해 최소화"이며, 국제인도법 하에서 15가지의 민방위 임무를 수행한다. 또 이념과 종교 등을 넘고 정부군과 반군을 가리지 않고 인명을 구조한다.
SCD는 시리아 정부군 뿐만 아니라 러시아의 시리아 내전 개입 후, 양국이 이중 폭격을 가하는 상황에서 전쟁 지역에서 인명들을 구조하고 있다. 구조대 출범 이래로, 약 140명의 구조대원이 구조 과정 중 사망했다.
SCD 구조대원은 현재 세상에서 가장 위험한 직업 중 하나로 여겨진다.
2015년 이래, SCD의 연간 예산은 3천만 달러 이상이다. 풀타임으로 일하는 구조대원의 월급은 150 달러 정도이다.

## 기타
시리아 내전의 참혹함을 전세계에 알린 '알레포 꼬마' 옴란 다크니시를 구한 것도 SCD이다.
2016년 9월 16일, 넷플릭스에서 다큐멘터리 《더 화이트 헬멧》을 공개했다.